# 梅阿耶
梅阿耶（法語：Méailles，法語發音：[meaj]）是法国上普罗旺斯阿尔卑斯省的一个市镇，属于卡斯泰拉讷区。

## 地理
梅阿耶（44°1'24"N, 6°37'54"E）面积32.74 平方千米，位于法国普罗旺斯-阿尔卑斯-蓝色海岸大区上普罗旺斯阿尔卑斯省，该省份为法国东南部内陆省份，北起上阿尔卑斯省，西接沃克吕兹省，西北接德龙省，南至瓦尔省，东临滨海阿尔卑斯省，东北部与意大利接壤。
与梅阿耶接壤的市镇（或旧市镇、城区）包括：阿隆、卡斯泰莱莱索塞、勒菲日雷、上托拉姆。

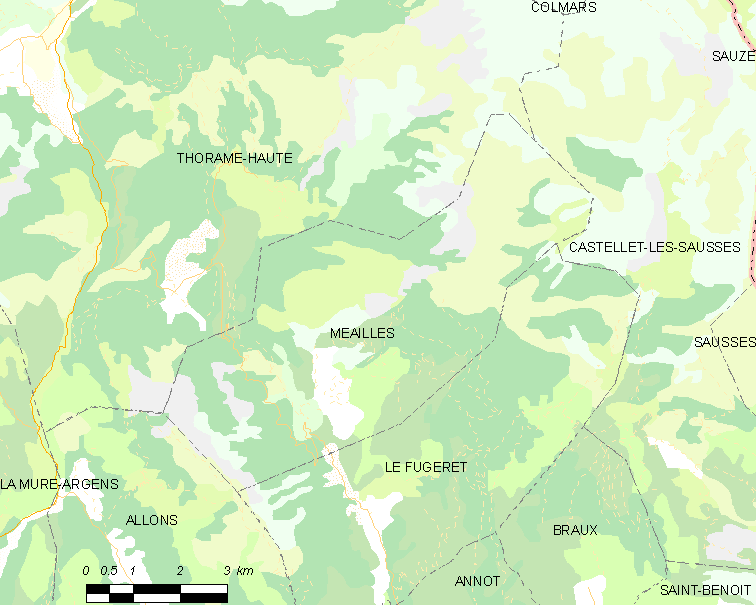
梅阿耶的OSM定位图

梅阿耶的时区为UTC+01:00、UTC+02:00（夏令时）。

## 行政
梅阿耶的邮政编码为04240，INSEE市镇编码为04115。

## 政治
梅阿耶所属的省级选区为卡斯泰拉讷县。

## 人口

1962-2008年间梅阿耶人口变化图示

梅阿耶于2022年1月1日时的人口数量为118人。